# Mosè Maimonide
(Maimonide, La guida dei perplessi)
Moshe ben Maimon, più noto nell'Europa medievale col nome di Mosè Maimònide (in ebraico מֹשֶׁה בֵּן מַיְמוֹן‎?, Moshé ben Maymón; in arabo أبو عمران موسى بن ميمون بن عبيد الله القرطبي‎?, Mūsā ibn Maymūn ibn ʿAbd Allāh al-Qurṭubī al-Isrāʾīlī; in greco antico: Μωησής Μαϊμονίδης?, Mōēsēs Maimonidēs; Cordova, 30 marzo 1135 – Il Cairo, 12 dicembre 1204), è stato un filosofo, rabbino, medico, talmudista e giurista di al-Andalus, tra i più importanti pensatori nella storia dell'ebraismo.
Conosciuto anche con l'acronimo di Rambam (RaMBaM, in ebraico הרמב"ם‎?, ovvero Rabbī Mōsheh ben Maymōn), Mosè Maimonide divenne, grazie al suo enorme lavoro di analisi del Talmud e sistematizzazione dell'Halakhah, il rabbino e filosofo ebreo di maggior prestigio e influenza del Medioevo; le sue opere di diritto ebraico vengono ancora oggi ritenute le migliori nell'ortodossia e sono, insieme al commentario di Rashi, un caposaldo indispensabile della letteratura rabbinica.

## Contesto storico
Gli ebrei nella Spagna islamica furono tollerati, arrivando a prosperare sotto tutti i punti di vista sotto il Califfato di Cordova, nel periodo delle Taifa (le città-stato indipendenti rette da un emiro che si vennero a creare dopo la fine del Califfato di Cordova) e sotto la dinastia almoravide.

Questi periodi di tolleranza vennero bruscamente interrotti dall'avvento al potere della dinastia almohade, che spodestò gli Almoravidi nel XII secolo

Con l'avvento degli Almohadi cessò l'epoca d'oro della cultura ebraica in Spagna.

## Biografia

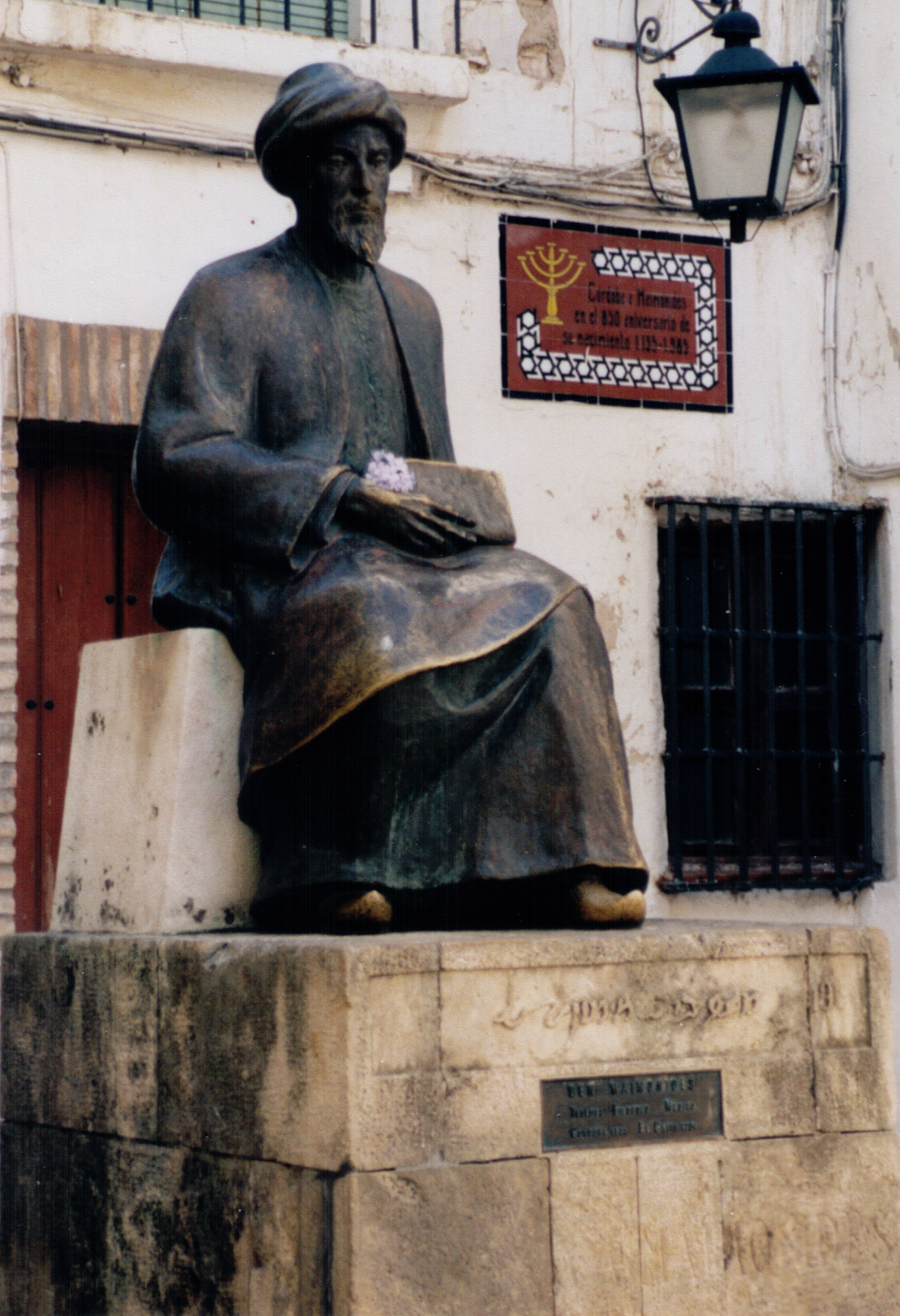
Monumento a Maimonide in Cordova

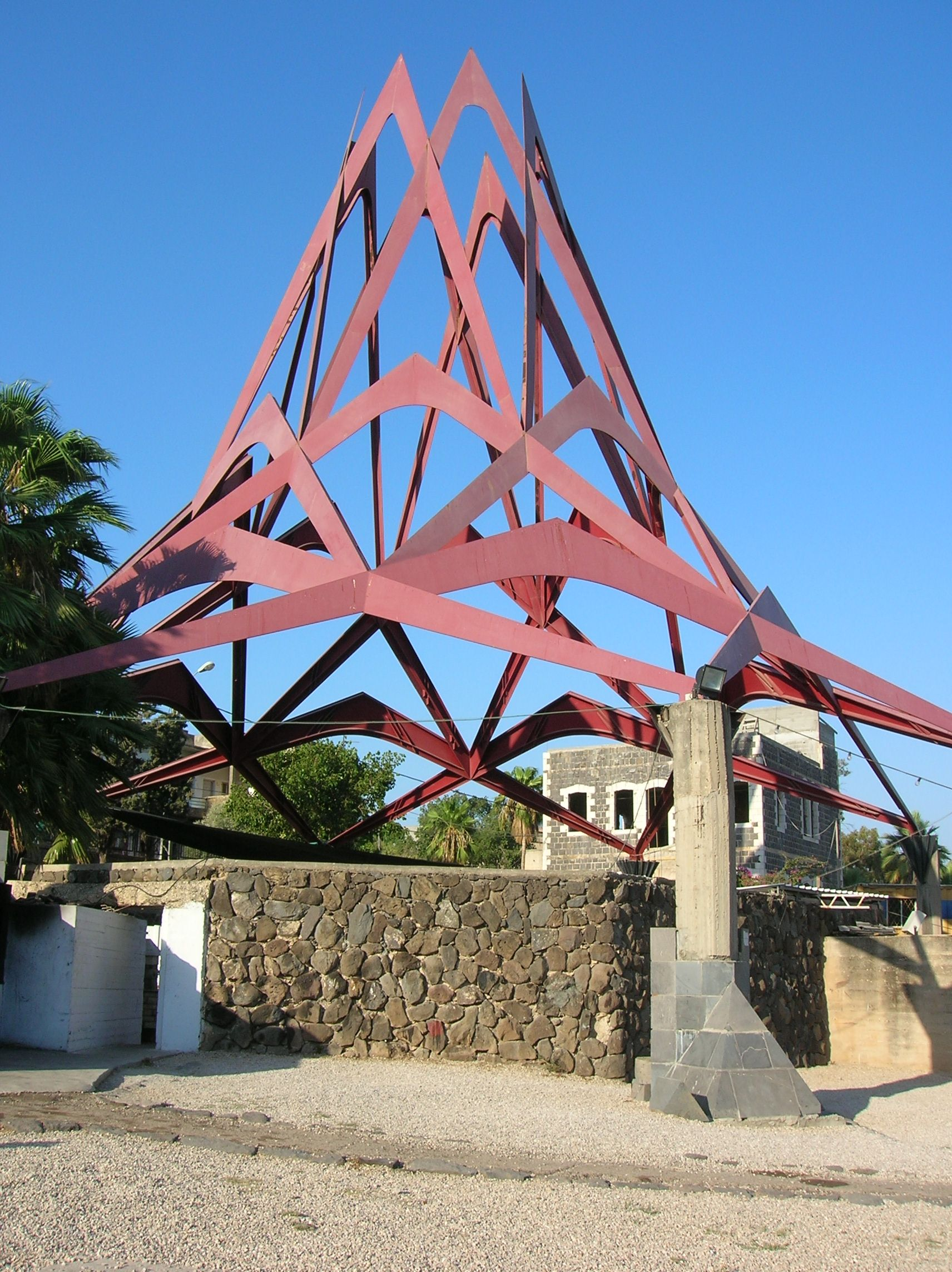
Il memoriale sulla tomba di Maimonide a Tiberiade, Israele

Nato in Spagna nel 1135 durante la dominazione musulmana, studiò la Torah sotto la guida di suo padre Maimon e del rabbino Joseph ibn Migash. Nel 1148 Cordova venne conquistata dagli Almohadi che deposero i più tolleranti Almoravidi. Gli Almohadi, il cui oltranzismo li portò ad avviare contro gli ebrei e i cristiani una vera azione di persecuzione, sia in al-Andalus sia in Nordafrica, offrendo loro come alternativa alla morte l'esilio o la conversione all'Islam, in completo spregio della tradizione che nei confronti della "Gente del Libro" (Ahl al-Kitāb) esige solo la sottomissione politica e il pagamento dell'imposta di "protezione" (jizya), erano una dinastia di berberi originaria dell'attuale Marocco.
Quando gli Almohadi furono a loro volta deposti, la Spagna islamica tornò alla sua politica di tolleranza verso cristiani ed ebrei.
Nei dieci anni seguenti, la sua famiglia si spostò nel sud della Spagna tentando di sfuggire la conquista almohade ma finì per fermarsi, nel 1160, a Fès nell'odierno Marocco (anch'esso sotto il controllo almohade), dove riuscì a farsi passare per musulmana, finché - anche a causa della crescente popolarità dell'ingegno di Moshe - non vennero scoperti.

A Fès, Maimonide studiò nell'università al-Qarawiyyin e proprio qui iniziò una approfondita conoscenza di Ippocrate e dei suoi insegnamenti in ambito medico, sempre a Fès studiò l'evoluta medicina islamica del tempo.
Già attorno al 1158 iniziò la stesura di alcune opere: un trattato in ebraico sul calendario e un trattato in arabo di logica, probabilmente il suo unico scritto a carattere strettamente filosofico. Iniziò al contempo la creazione del Commento alla Mishna, trattazione giuridica dell'etica ebraica che lo vedrà impegnato per buona parte della sua vita. A Fez scrisse anche una Risāla (Epistola) contro l'apostasia.
Di fronte alla forte probabilità di finire giustiziati come apostati, i membri della sua famiglia fuggirono dal Maghreb estremo per raggiungere, toccando Acri, Hebron e Gerusalemme, l'antica città del Cairo, al-Fustāt.
In Egitto egli poté portare a compimento nel 1168 la prima versione del Mishneh Torah e, a seguito di numerosi eventi luttuosi che colpirono anche la sua famiglia, finire lo studio della medicina. Secondo la tradizione, è nel 1171 che assunse il ruolo di nagid (Principe, guida) della locale comunità ebraica, assolvendo anche ai doveri connessi di trattare la liberazione per riscatto dei prigionieri musulmani, fatti prigionieri nel corso delle Crociate dell'epoca. Negli stessi anni compose anche opere minori di carattere dottrinario e nel 1180 ca. concluse definitivamente il Mishneh, nella forma che possiede tutt'oggi, e dieci anni dopo La guida dei perplessi.

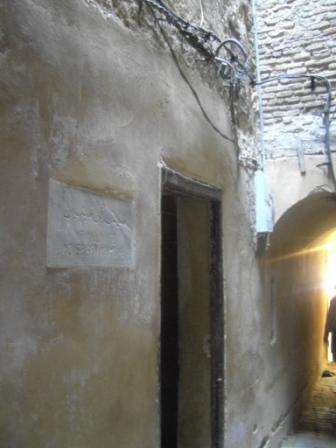
La casa di Maimonide a Fès, Marocco

L'ultimo ventennio di Maimonide si dimostrò essere il più fecondo dal punto di vista della produzione letteraria e nei successi della carriera: dimostrò il suo attaccamento alla professione medica compilando alcuni trattati in lingua araba su diversi argomenti, dall'igiene ai veleni, e diventando attorno al 1185 medico personale del visir al-Qāḍī al-Fāḍil al-Baysāmī, ministro per l'Egitto di Saladino (Ṣalāḥ al-Dīn). I suoi trattati divennero influenti per generazioni di medici. Conosceva la medicina greca e araba, e seguiva i principi della teoria umorale nella tradizione di Galeno, senza però accettare ciecamente autorità passate ma usando invece il proprio senso di osservazione e la propria vasta esperienza. Nei suoi scritti medici Maimonide non cercava di esplorare nuove idee, bensì di interpretare opere autorevoli già esistenti nel campo, in modo da renderle accettabili. Nelle sue interazioni coi pazienti, dimostrava attributi che oggigiorno verrebbero chiamati consapevolezza interculturale e rispetto per l'autonomia del paziente. Sebbene scrivesse frequentemente del suo desiderio di solitudine per potersi avvicinare sempre di più a Dio e approfondire le sue riflessioni – elementi considerati essenziali per un'esperienza profetica secondo la sua filosofia - dedicò quasi tutto il suo tempo alla cura degli altri. In una famosa lettera, Maimonide descrive la sua routine quotidiana: dopo avere visitato il palazzo del Sultano, arrivava a casa stanco e affamato, e trovava "anticamere piene di gentili ed ebrei ... allora li visitavo e scrivevo ricette per curare le loro afflizioni ... fino a sera ... e diventavo estremamente debole." Continua poi a scrivere in questa lettera che anche di Shabbat riceveva membri della sua comunità.
Appare rimarchevole che, nonostante tutto ciò, riuscisse anche a includere la composizione di voluminosi trattati, non solo di medicina e altri studi scientifici, ma anche alcune delle opere più influenti, profonde e sistematiche sull'Halakhah (legge rabbinica) e la filosofia ebraica che siano mai state scritte nel Medioevo. È stato inoltre asserito che questo suo "incessante faticare" gli abbia rovinato la salute e causato una morte prematura a 69 anni. I suoi scritti rabbinici sono tuttora una fonte fondamentale e "senza confronti" per gli ebrei religiosi contemporanei.

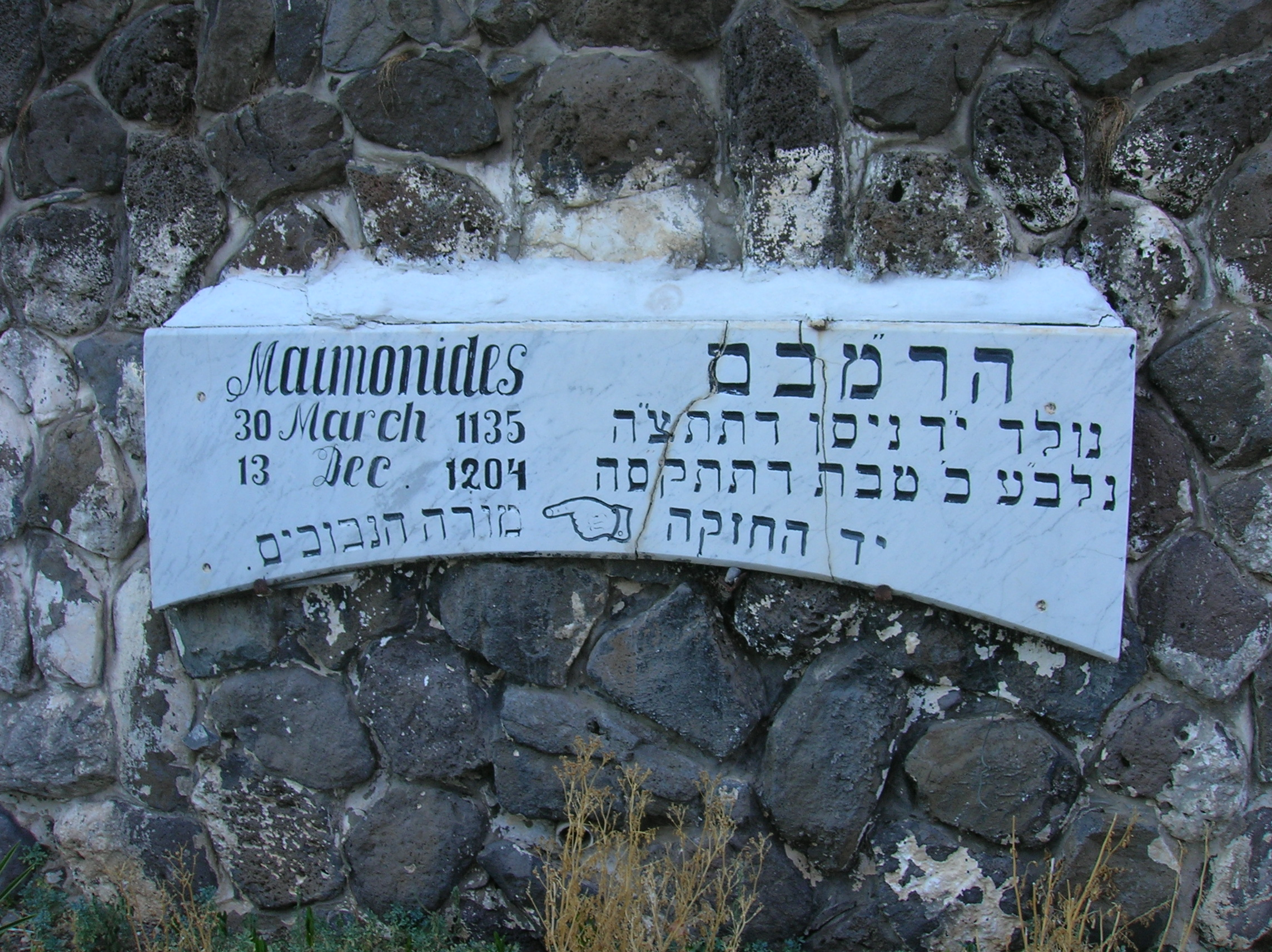
La lapide sulla tomba di Maimonide

Gli ultimi anni della sua vita trascorsero in relativa pace, rispettato e onorato tanto nel mondo arabo in qualità di filosofo, quanto nelle comunità europee della diaspora come medico e maestro. Morì il 13 dicembre del 1204, amato e compianto. Si crede che venisse per breve tempo sepolto nello studio (Beth midrash, in ebraico בית מדרש‎?, "Casa dell'Apprendimento") presso la corte della sinagoga e che, poco dopo e secondo i suoi desideri, la salma fosse esumata e portata a Tiberiade per una sepoltura definitiva. La Tomba di Maimonide sulla sponda occidentale del Mare di Galilea a Israele segna la sua collocazione, a volte contestata dagli ebrei cairoti che tradizionalmente affermano sia rimasto sepolto in Egitto.
Maimonide e sua moglie, figlia di un certo Mishael ben Yeshayahu Halevi, ebbero un figlio che sopravvisse fino alla maturità, Abraham, riconosciuto come grande studioso e che succedette a suo padre come Nagid e medico di corte all'età di diciotto anni. Onorò grandemente la memoria del genitore e nel corso di tutta la sua carriera difese gli scritti paterni contro i critici. La funzione di Nagid venne tenuta dalla famiglia di Maimonide fino alla fine del XIV secolo.
Maimonide è grandemente rispettato in Spagna e una sua statua si trova a Cordova, presso l'unica sinagoga della città che non fu distrutta durante le persecuzioni. Non più utilizzata come luogo di culto ebraico, la sinagoga è aperta al pubblico. Sempre a Cordova, una sala della Casa de Sefarad è dedicata ai suoi studi.
Si dice che Maimonide fosse un discendente di Re David, sebbene egli non lo abbia mai affermato.

## Opere religiose e mediche

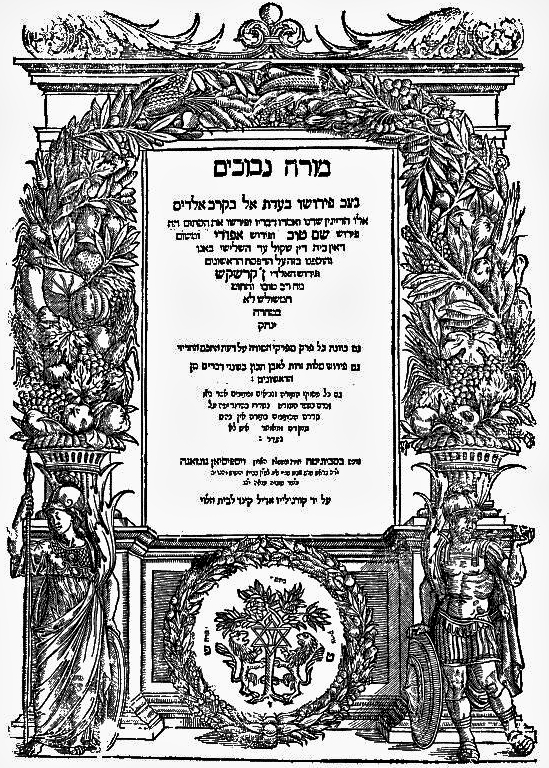
Frontespizio de La guida dei perplessi

Maimonide compose sia opere di ebraismo sia testi di medicina. La gran parte delle opere di Maimonide fu scritta in arabo. Il Mishneh Torah, però, venne redatto in ebraico, la lingua della Torah.
Di particolare importanza per lo studio dell'ebraismo sono:
- la Makalā fī ṣināʿat al-mantiq in arabo o Millot ha-Higgayon in ebraico (Trattato di Logica, 1158), scritto in arabo e tradotto da Moses ibn Tibbon, rabbino occitano del XIII secolo, oggetto di molte edizioni e traduzioni, una delle prime in latino (1527).
- Il Pirush Hamishnayot (Commentario alla Mishnah, 1158), scritto in arabo, fu uno dei primi commentari per il grande pubblico; condensa i dibattiti talmudici e offre le sue soluzioni in svariati casi dubbi. L'introduzione generale e le introduzioni alle varie sezioni sono state ampiamente citate dagli autori successivi; la più nota è quella al decimo capitolo del trattato Sanhedrin, dove elenca i tredici articoli di fede dell'ebraismo, che fu tradotta in ebraico da Samuel ben Judah ibn Tibbon, un rabbino occitano suo contemporaneo.
- Il Kitāb al-farāʾiḍ, in arabo (Libro degli obblighi), o Sefer Hamitzvot, in ebraico (Libro dei comandamenti), scritto in arabo e tradotto in ebraico da Moses ibn Tibbon (prima edizione a stampa 1497); elenca, descrive e commenta le 613 mitzvòt o precetti. Maimonide utilizza un insieme di 14 regole (shorashim) per determinare, fra i comandamenti scritti nella Torah, quali siano da includere nella lista dei precetti, rispetto ai comandi che Dio ha dato in vari punti della Torah ma che si riferiscono ad azioni particolari compiute una sola volta. Si tratta dell'elenco più autorevole dei 613 precetti dell'ebraismo, più volte commentato, fra gli altri, dal Nachmanide (Rabbi Moshe ben Nahman Girondi o RaMBaN). Al precetto negativo nº 290 Maimonide scrive una frase celebre: "È meglio e più soddisfacente assolvere mille colpevoli piuttosto che mettere a morte un solo innocente".
- Il Mishneh Torah (Ripetizione della Torah, 1168/1180), sottotitolato Yad ha-Chazaka (la mano forte), la sua opera più importante nel campo della dottrina ebraica, fu scritto in ebraico mishnaico, anziché nell'aramaico talmudico, per favorirne una maggior diffusione al di fuori della cerchia dei dotti. Quasi una summa theologiae del giudaismo in 14 libri, vuole offrire un'esposizione completa, chiara e concisa della "legge orale" rabbinica (Talmud) in modo da rendere superfluo ogni altro testo al di fuori della "legge scritta" (Tanakh): perciò non cita mai le fonti o le discussioni ma solo la posizione finale. Benché oggetto di aspre dispute (acuta la contestazione puntuale del coevo rabbino provenzale Abraham Ben David, in margine a quasi tutte le edizioni), la sua influenza fu grande su tutti i futuri pensatori ebrei e, nella versione latina di alcuni suoi passi, venne letta e fatta oggetto di riflessione da personalità eminenti del mondo cristiano medievale quali Alberto Magno, Duns Scoto e Alessandro di Hales. Ancora oggi è la sola opera post-Talmudica che dettaglia tutta la legge ebraica, anche se considerata ormai superata da Arba'ah Turim di Yaakov ben Asher (XIV secolo) e da Shulchan Arukh di Yosef Caro (XVI secolo). Il titolo vuole richiamare un tradizionale appellativo del Deuteronomio mentre il sottotitolo allude al numero dei libri (in ebraico 14 si scrive YD).

- La Dalālat al-ḥāʾirīn in arabo, o Moreh Nevukhim in ebraico (La guida dei perplessi, 1190), scritta in arabo sotto forma di una lettera in 3 volumi all'allievo Rabbi Joseph ben Judah ibn Aknin, tradotta sotto la sua supervisione in ebraico da Samuel ben Judah ibn Tibbon, "per promuovere la vera comprensione del reale spirito della Legge, al fine di guidare quelle persone religiose che, aderendo alla Torah, hanno studiato filosofia e sono in imbarazzo per le contraddizioni tra gli insegnamenti della filosofia e il senso letterale della Torah", i "perplessi", appunto. Viene considerata come il frutto più maturo del pensiero filosofico di Rambam, sebbene fosse stata concepita più come opera di supporto all'esegesi biblica che come trattato sistematico di filosofia; è indubbio tuttavia che l'opera interpreta la teologia biblica e rabbinica nei termini della fisica e metafisica aristoteliche. Nel "conflitto di autorità" che si può generare, la guida aiuta lo studioso ad andare oltre il testo puro e semplice e oltre l'accettazione ex auctoritate per comprendere con la forza della sua ragione le più elevate verità di fede espresse in modo implicito dalla rivelazione sinaitica. Fin dall'inizio molto dibattuta nell'ebraismo, fra sostegno entusiasta e accuse di eresia, è stata oggetto di traduzione in molte lingue moderne.
- Teshuvot ("ritorni" o "conversioni" o "pentimenti"), una raccolta di lettere pubbliche e private e di responsi che spaziano dalla resurrezione alla conversione ad altre fedi, inclusa una celebre lettera indirizzata alla oppressa comunità ebraica dello Yemen.

I suoi scritti di medicina sono stati di fondamentale importanza nella storia medica, tanto che alcuni di essi sono ancora studiati. Fra essi, tutti scritti in arabo, la lingua dei paesi in cui operò, si ricordano:
- Fuṣūl Mūsā in arabo o Pirkei Moshe in ebraico (Capitoli di Mosè (Maimonide)), una collezione di aforismi medici, la sua opera medica più nota.
- Ha-Maʿamar ha-Nikbad o Ha-Ma'amar be-Teri'akh (Trattato sui Veleni e sui loro Antidoti), uno dei primi testi di tossicologia, tradotto da Moses ibn Tibbon e rimasto popolare per secoli.
- Trattato sulle Emorroidi, discute anche sui processi di digestione e alimentari.
- Maʿamar be-Hanhagat ha-Beri'ut (Trattato sull'Igiene), tradotto da Moses ibn Tibbon.
- Trattato sulle Cause dei Sintomi, esorta ad essere morigerati e non eccedere nell'alimentazione, diagnosticando malattie e problemi di salute.
- Leggi dei Temperamenti Umani, con consigli su una vita sana, e le connessioni tra mente e corpo.
- Trattato sull'Asma, esamina climi e diete, i relativi effetti sull'asma e sottolinea la necessità di aria pulita.
- Glossario dei farmaci, rappresenta una farmacopea in 405 paragrafi, con i nomi dei farmaci in arabo, greco, siriaco, persiano, berbero e spagnolo.
- Estratti da Galeno, o L'arte della cura, essenzialmente una sinossi dei molti scritti di Galeno.
- Commentario degli aforismi di Ippocrate intercalato con le proprie opinioni e consigli.

## Opere giuridiche

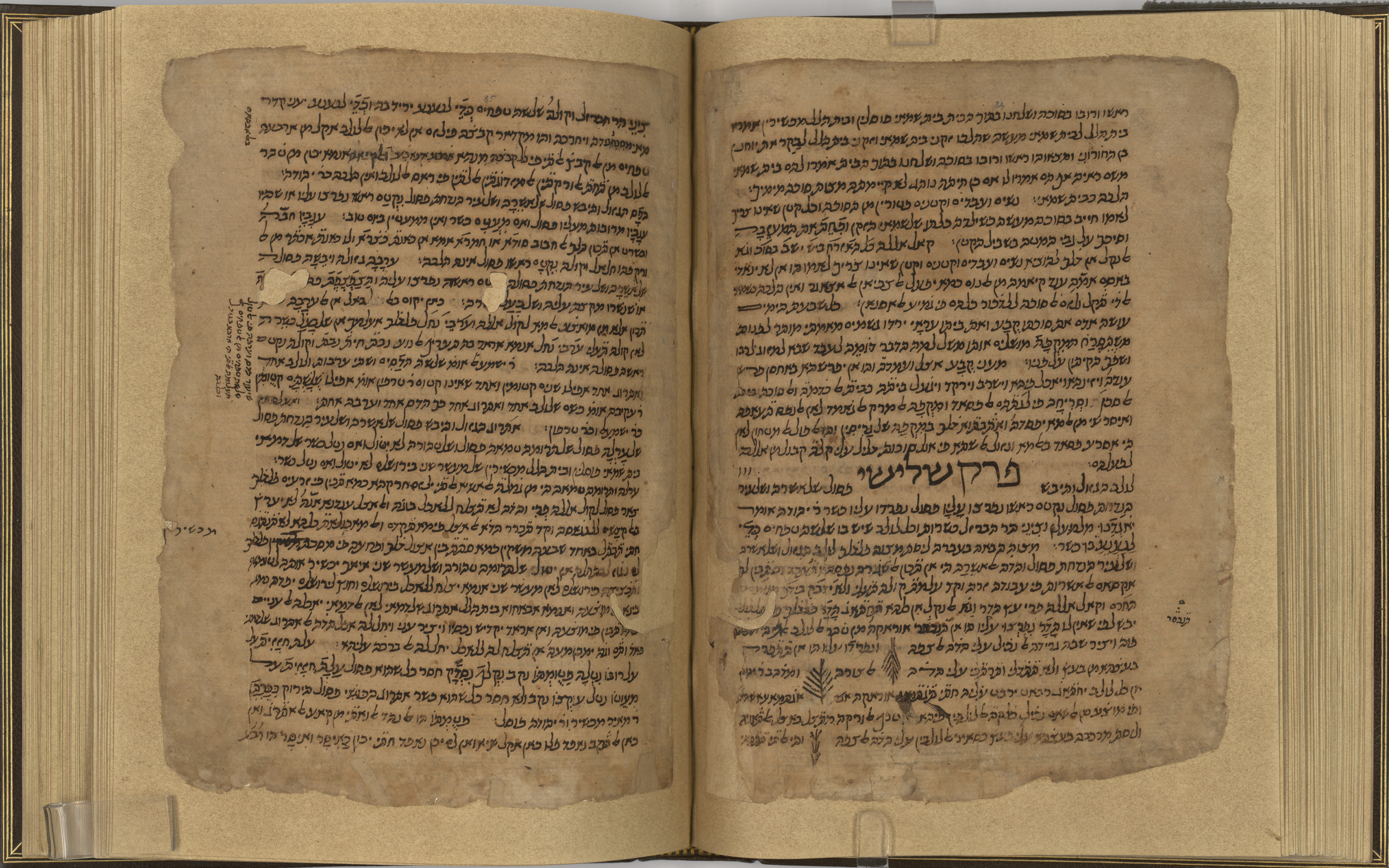
La Mishneh Torah di Maimonide

Con la Mishneh Torah, Maimonide compose un codice di Legge ebraica con il più vasto campo di applicazione e profondità. L'opera raccoglie tutte le leggi vincolanti da Talmud e incorpora le posizioni dei Geonim (primi studiosi post-talmudici medievali, soprattutto dalla Mesopotamia).

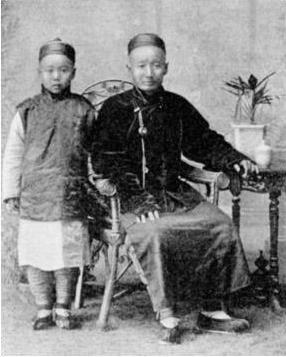
Ebrei di Kaifeng
, fine XIX secolo

Sebbene la Mishneh Torah sia oggi considerata l'opera antesignana dell'Arba'ah Turim e dello Shulchan Arukh (due codici successivi), incontrò inizialmente molta opposizione. Due erano le ragioni principali di questa opposizione. In primo luogo, Maimonide si era astenuto dall'aggiungere riferimenti al suo lavoro per ragioni di brevità; in secondo luogo, nella premessa, diede l'impressione di voler "escludere" lo studio del Talmud, per arrivare ad una conclusione in materia di Legge ebraica, anche se lo stesso Maimonide scrisse in seguito che questa non era stata la sua intenzione. I suoi avversari più accaniti furono i rabbini di Provenza (sud della Francia), e una lunga critica di Rabbi Abraham Ben David (soprannominato Raavad III) viene stampata in quasi tutte le edizioni della Mishneh Torah. Nondimeno il codice maimonideo è riconosciuto come un contributo monumentale alla compilazione sistematizzata della Halakhah. Nel corso dei secoli, è stato ampiamente studiato e le rispettive decisioni halakhiche hanno pesato molto in sentenze rabbiniche successive.
In risposta a coloro che volevano tentare di forzare i seguaci di Maimonide e della sua Mishneh Torah a rispettare le sentenze dello Shulchan Arukh o di altre opere successive, Rabbi Yosef Karo scrisse: "Chi oserebbe obbligare le comunità che seguono il Rambam a seguire qualsiasi altro decisore, precedente o successivo?... il Rambam è il più grande dei decisori, e tutte le comunità della Terra di Israele e dell'Arabistan e del Maghreb praticano secondo la sua parola, e lo hanno accettato come rabbino."
Una massima giuridica spesso citata e scritta da Maimonide, dice: "È meglio e più soddisfacente assolvere mille persone colpevoli che mandarne a morte una sola innocente." Sosteneva che l'esecuzione di un imputato senza avere la certezza assoluta della sua colpevolezza, porterebbe ad una china decrescente per il ruolo delle prove, fino ad arrivare ad una condanna solo in base al capriccio del giudice.
Gli studiosi specializzati nello studio della storia e della sottocultura dell'ebraismo nella Cina premoderna (sino-giudaica) hanno notato che questa opera ha sorprendenti analogie con la liturgia degli ebrei di Kaifeng, discendenti di mercanti persiani che si stabilirono nel periodo delle Cinque dinastie e dieci regni, durante la prima Dinastia Song. Al di là di analogie scritturali, Michael Pollak commenta che il Pentateuco degli ebrei è stato suddiviso in 53 sezioni, secondo lo stile persiano. Egli sottolinea inoltre:

### Carità (Tzedakah)
Una delle sezioni più ampiamente citate della Mishneh Torah è quella che tratta della "Tzedakah" (carità). In Hilkhot Matanot Aniyim (Leggi sulle offerte ai poveri), capitolo 10:7-14, Maimonide elenca i suoi famosi Otto Livelli del Dare (dove il primo livello è il preferibile, e l'ottavo il meno):
1. Dare un prestito senza interessi a una persona bisognosa; formare una società con una persona in difficoltà; dare un contributo a una persona indigente; trovare un lavoro per una persona bisognosa; purché tale prestito, concessione, associazione, o lavoro dia modo alla persona di non vivere più basandosi sull'aiuto degli altri.
2. Fare tzedakah anonimamente a un destinatario sconosciuto tramite una persona (o un fondo pubblico), che sia degno di fiducia, saggia e in grado di compiere atti di tzedakah con i tuoi soldi nel modo più impeccabile.
3. Fare tzedakah anonimamente a persona conosciuta.
4. Fare tzedakah pubblicamente a un destinatario sconosciuto.
5. Fare tzedakah prima che venga chiesta.
6. Dare adeguatamente dopo averne ricevuto richiesta.
7. Dare volentieri, ma non adeguatamente.
8. Dare "con tristezza" (offrire per pietà): si pensa che Maimonide si riferisse ad un tipo di dare provocato dai tristi sentimenti che si potrebbero provare nel vedere le persone in stato di bisogno (in contrapposizione al dare perché obbligo religioso). Altre traduzioni dicono "Dare a malincuore".

## Filosofia

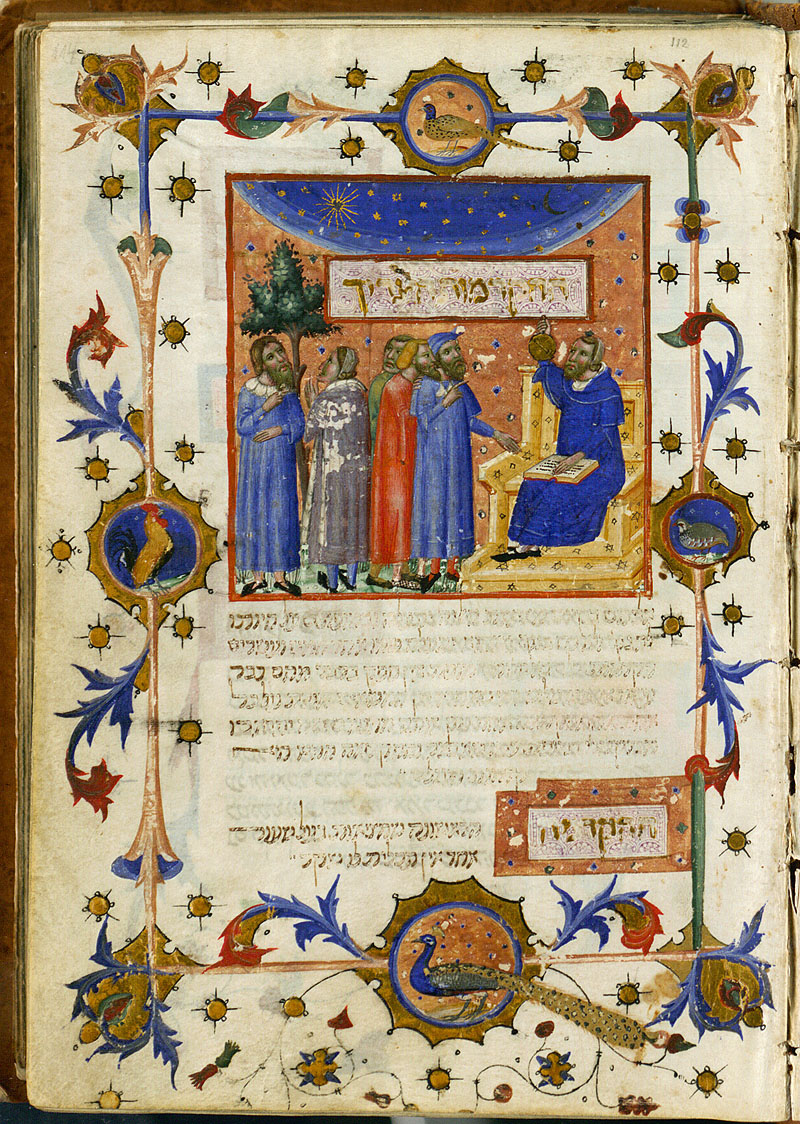
Maimonide che insegna – pagina di codice presso la Biblioteca reale (Danimarca), traduzione ebraica de La guida dei perplessi (originale scritto in arabo) del 1347: Maimonide insegna la 'misura degli uomini' (rispetto alla terra e all'universo, gli uomini sono molto piccoli)

Mediante La guida dei perplessi (che inizialmente fu scritta in arabo col titolo Dalālat al-ḥāʾyrīn), introduzioni filosofiche a particolari sezioni dei suoi commentari sulla Mishnah, Maimonide esercitò un'influenza determinante sui filosofi scolastici, specialmente su Alberto Magno, Tommaso d'Aquino e Duns Scoto. Era egli stesso un ebreo scolastico. Istruitosi più leggendo le opere dei filosofi arabi musulmani che dal contatto personale con insegnanti arabi, acquisì una conoscenza intima non solo della filosofia arabo-musulmana, ma anche delle dottrine di Aristotele. Maimonide si sforzò di conciliare la filosofia aristotelica e la scienza con gli insegnamenti della Torah. Fu inoltre influenzato da Asaph ha-Jehoudi, che fu il primo medico a scrivere in ebraico.

### Teologia negativa
Il principio che ha ispirato l'attività filosofica di Maimonide è identico al principio fondamentale della Scolastica: non ci può essere contraddizione tra le verità che Dio ha rivelato e le conclusioni della mente umana nel campo della scienza e della filosofia. Il Rambam si basava principalmente sulla scienza di Aristotele e gli insegnamenti del Talmud, trovando comunemente nel primo le basi per il secondo. In alcuni punti importanti, però, si scostò dall'insegnamento di Aristotele: per esempio, respinse la dottrina aristotelica secondo cui la cura provvidenziale di Dio si rivolge solo all'umanità, e non all'individuo.
Maimonide era guidato dalla sua ammirazione per i commentatori neoplatonici e accoglieva molte dottrine che gli scolastici non potevano accettare. Per esempio, Maimonide era un seguace della "teologia negativa" (nota anche come "teologia apofatica"). In questa teologia, si cerca di definire Dio attraverso attributi negativi. Non si dovrebbe quindi dire che Dio esiste nel senso comune del termine; tutto ciò che possiamo dire con sicurezza è che Dio non è inesistente. Non dobbiamo dire che "Dio è sapiente", ma possiamo dire che "Dio non è ignorante", cioè, che in qualche modo Dio ha tutte le proprietà del sapere. Non dobbiamo dire che "Dio è Uno", ma possiamo affermare che "non esiste molteplicità nell'essere di Dio". In breve, si tenta di acquisire e di esprimere la conoscenza di Dio indicando ciò che Dio non è, invece di ciò che Dio "è".
Anche nella teologia degli scolastici nessun predicato è sufficiente a esprimere la natura di Dio, ma tali filosofi non si spingevano fino a dire che nessun termine è riferibile a Dio in senso positivo. Ammettevano che mentre gli attributi "eterno", "onnipotente", ecc., applicati a Dio sono insufficienti, al tempo stesso possiamo dire "Dio è eterno", "onnipotente", ecc. senza limitarci, come invece fa Maimonide, a enunciati negativi quali "Dio non è non-eterno", ecc. In sostanza, Maimonide voleva intendere che quando si dà a Dio qualità antropomorfiche non si spiega nulla di ciò che è, perché non possiamo sapere nulla dell'essenza di Dio (Il Tanakh ne riporta infatti un'ammonizione: "..A chi/cosa dunque Mi paragonerete?...").
L'uso della teologia apofatica da parte di Maimonide non è particolare di questo periodo storico né dell'Ebraismo. Per esempio, Pseudo-Dionigi l'Areopagita e Massimo il Confessore, teologi cristiani orientali, svilupparono una teologia apofatica circa 900 anni prima.

### Profezia
Il Rambam è d'accordo con "i filosofi" che insegnano che, siccome l'intelligenza dell'uomo è parte della serie di intelligenze che emanano da Dio, il profeta deve, tramite lo studio e la meditazione, elevarsi fino al grado di perfezione richiesto dallo stato profetico. Ma una volta elevatosi a quel punto, Maimonide invoca l'"autorità della Legge", la quale insegna che, dopo aver raggiunto la perfezione, è necessario il "libero atto di Dio", prima che l'uomo diventi in realtà un profeta.

### Il problema del male
Maimonide ha scritto sulla teodicea (il tentativo filosofico di conciliare l'esistenza di un Dio con l'esistenza del male). Ha preso la premessa che esiste un Dio onnipotente e buono. Ne La guida dei perplessi, Maimonide scrive che tutto il male che esiste negli esseri umani dipende dagli attributi dell'individuo, ma tutti i meriti dell'umanità sono dovuti alle sue caratteristiche generali (Guida 3:8).
Il Rambam scrive anche che ci sono persone guidate da scopo più alto e ci sono quelli guidati dalla fisicità che devono sforzarsi di trovare uno scopo più alto con cui guidare le loro azioni. Maimonide spiega il male dicendo che creare qualcosa causando l'inesistenza del suo contrario non è come creare qualcosa che esiste. Applica questo principio al male affermando che il male è semplicemente l'assenza del bene, così Dio non ha creato una cosa che si chiama male, bensì Dio ha creato il bene, e il male è qualcosa che esiste dove il bene è assente (Guida 3:10). Dio dunque ha creato solo le cose buone e non le cose cattive - le cose cattive vengono secondariamente. Maimonide contesta anche l'opinione comune che nel mondo il male supera bene sostenendo che, se si guardano alcuni casi particolari ciò può esser vero, ma se si guarda a tutto l'universo, il bene è molto più comune del male (Guida 3:12). Questo accade perché l'essere umano è minimo rispetto al resto dell'universo e quando si prende in considerazione l'abbondanza di male, ci si concentra solo su sé stessi senza tener conto della totalità dell'universo, che è in grande preponderanza bene in quanto contiene tutta la vita e tutti i cieli.
Maimonide crede anche che ci siano tre tipi di male nel mondo: il male causato dalla natura, il male che le persone portano agli altri e il male apportato a sé stessi (Guida 3:12). Il primo tipo di male Maimonide lo riconcilia come molto raro ma, allo stesso tempo, necessario per la sopravvivenza della specie - se l'uomo non cambia e le vecchie generazioni non muoiono per fare spazio alle nuove, allora l'uomo non può esistere nella sua ultima forma. Il Rambam scrive che il secondo tipo di male è relativamente raro e che l'umanità stessa se lo causa. Il terzo tipo di male gli esseri umani lo portano a sé stessi ed è fonte della maggior parte delle disgrazie del mondo, per lo più il risultato di persone vittime dei propri desideri fisici. Per evitare la maggior parte del male che deriva dai danni che facciamo a noi stessi, dobbiamo imparare ad ignorare le nostre pulsioni corporali.

### Astrologia
Maimonide rispose a una richiesta di informazioni sull'astrologia, rivoltegli da Marsiglia. Sostenne che l'uomo deve credere solo in ciò che può essere sostenuto sia da prova razionale, dall'evidenza dei sensi, o da un'autorità degna di fiducia. Egli afferma di aver studiato l'astrologia e che non merita di essere descritta come una scienza. La supposizione che il destino di un uomo possa dipendere dalle costellazioni viene ridicolizzata dal Rambam, sostenendo che una tale teoria toglierebbe scopo alla vita e renderebbe l'uomo schiavo del destino.

### Credenze vere contro credenze necessarie
Ne "La guida dei perplessi" Libro III, Capitolo 28, Maimonide esplicitamente fa distinzione tra "credenze vere", che sono credenze in Dio che producono perfezione intellettuale, e "credenze necessarie", che sono atte a migliorare l'ordine sociale. Maimonide pone le dichiarazioni di personificazione antropomorfica su Dio in quest'ultima categoria. Utilizza come esempio la nozione che Dio si "adira" con le persone che fanno del male. Secondo la sua opinione (tratta da Avicenna) Dio in realtà non si adira con le persone, poiché Dio non ha passioni umane; ma è importante per tali persone credere che Dio si adiri, in modo che cessino di peccare.

### Resurrezione, immortalità acquisita, e vita dopo la morte

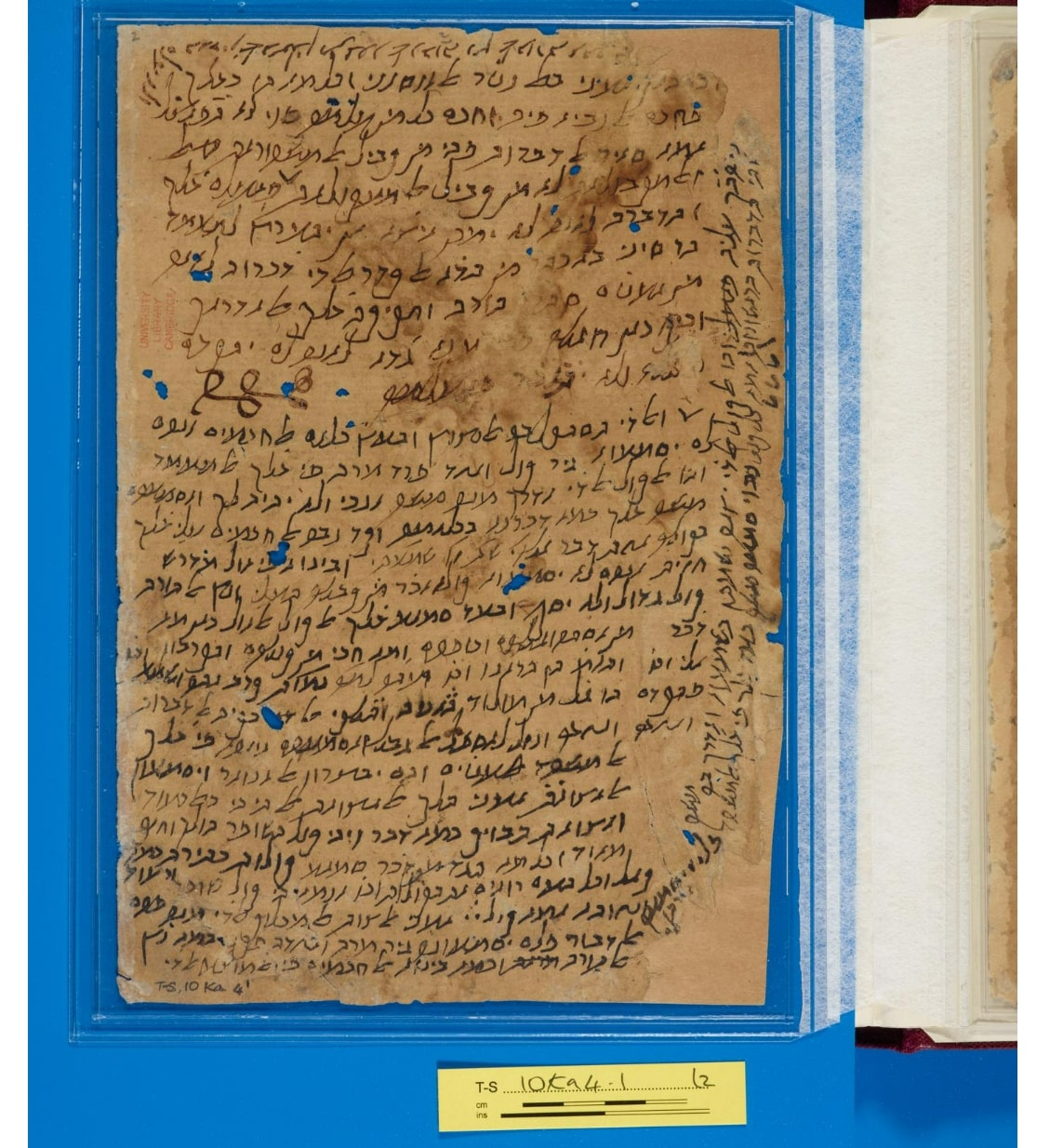
Pagina manoscritta da Maimonide. Lingua giudeo-araba in lettere ebraiche

Maimonide distingue due tipi di intelligenza nell'uomo: quella materiale, nel senso di essere dipendenti e influenzati dal corpo; e quella immateriale, cioè indipendente dall'organismo corporeo. Quest'ultima è una diretta emanazione dell'intelletto attivo universale; questa è la sua interpretazione del noûs poietikós della filosofia aristotelica. Viene acquisita come risultato degli sforzi dell'anima per raggiungere una corretta conoscenza dell'intelligenza assoluta e pura di Dio.
La conoscenza di Dio è una forma di conoscenza che sviluppa in noi l'intelligenza immateriale e quindi conferisce all'uomo una natura immateriale, spirituale. Ciò conferisce all'anima quella perfezione in cui consiste la felicità umana, e dota l'anima di immortalità. Uno che ha raggiunto una corretta conoscenza di Dio ottiene una condizione di esistenza che lo rende immune da tutti gli incidenti di fortuna, da tutte le seduzioni del peccato, e perfino dalla morte stessa. L'uomo, quindi, è in grado di causare la propria salvezza e immortalità.
La somiglianza tra questa dottrina e la dottrina di Baruch Spinoza sull'immortalità è così evidente da giustificare l'ipotesi che ci sia una dipendenza causale di quest'ultima sulla dottrina precedente. Ma anche le differenze tra i due pensatori ebrei sono tuttavia notevoli quanto le somiglianze. Mentre Spinoza insegna che la via per raggiungere la conoscenza che conferisce l'immortalità è il progresso della conoscenza sensoriale attraverso le conoscenze scientifiche fino all'intuizione filosofica di tutte le cose sub specie aeternitatis, Maimonide sostiene che la strada verso la perfezione e l'immortalità è il percorso dei doveri come descritto nella Torah e la comprensione rabbinica della Legge orale.
Gli ebrei religiosi credevano non solo nell'immortalità in un certo senso spirituale, ma la maggior parte credevano anche che ad un certo punto in futuro ci sarebbe stata un'epoca messianica e una resurrezione dei morti. Questo è il tema dell'escatologia ebraica. Maimonide ha scritto molto su questo argomento, ma specialmente sull'immortalità dell'anima per le persone di intelletto perfezionato; i suoi scritti di solito non riguardano la resurrezione dei morti. Ciò ha indotto la critica ostile dei rabbini del suo tempo, e ha scatenato una polemica circa le sue vere opinioni.
Le opere rabbiniche di solito si riferiscono alla vita dopo la morte come "Olam Haba" (il mondo a venire). Alcune opere rabbiniche utilizzano questa frase per riferirsi a un'epoca messianica, un'era della Storia proprio qui sulla Terra; altre opere rabbiniche riferiscono questa frase ad un regno puramente spirituale. Fu durante la vita di Maimonide che questa mancanza di accordo si sviluppò in una polemica in piena regola, con il Rambam accusato di eresia da alcuni leader ebrei.
Alcuni ebrei fino ad allora insegnavano che l'Ebraismo non richiedeva una fede nella resurrezione fisica dei morti, poiché la vita dopo la morte sarebbe stata un reame puramente spirituale. Usavano le opere di Maimonide su questo argomento per sostenere la loro posizione. In risposta, i loro oppositori sostenevano che questa era pura eresia; per loro la vita dopo la morte era certamente qui sulla Terra, dove Dio avrebbe resuscitato i morti dalla tomba in modo che i risorti potessero vivere eternamente. Maimonide fu portato in questa disputa da entrambe le parti, siccome il primo gruppo dichiarava che i suoi scritti concordavano con le loro posizioni, mentre il secondo gruppo lo rappresentava come un eretico per aver scritto che l'aldilà è solo per lo spirito immateriale. Alla fine, Maimonide si sentì costretto a scrivere un trattato in merito: il "Ma'amar Tehiyyat Hametim", "Il Trattato sulla Resurrezione".
Il Capitolo 2 del Trattato sulla Resurrezione si riferisce a coloro che credono che il mondo a venire comporti corpi fisicamente risorti. Maimonide si riferisce a colui che mantiene tali credenze come a un "pazzo totale", il cui credo è "follia":
Se uno della moltitudine si rifiuta di credere [che gli angeli sono incorporei] e preferisce credere che gli angeli hanno un corpo e persino che mangino, poiché è scritto (Genesi 18:8) 'mangiarono', o che coloro che esistono nel mondo futuro avranno anche corpi – non lo rimprovereremo o considereremo un eretico, e noi ce ne allontaneremo. Non ci possono essere molti che professano questa follia, e speriamo che costui non continui ad aumentare tale sua follia e credere che il Creatore sia corporeo.

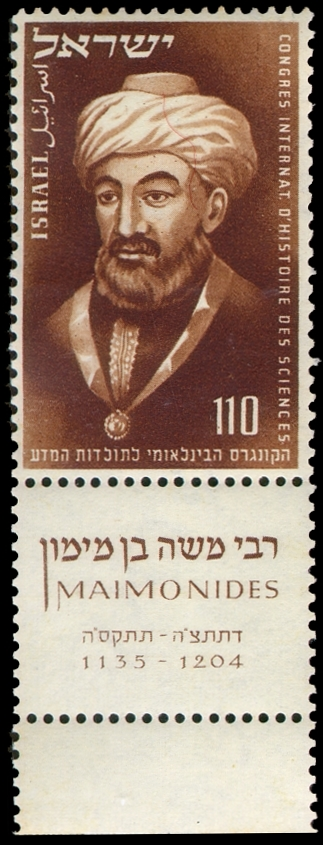
Francobollo commemorativo di Israele, 1953

Tuttavia, Maimonide scrive anche che coloro che sostenevano che egli ritenesse che i versi della Bibbia ebraica sulla resurrezione fossero solo allegorici, stavano diffondendo falsità e dichiarazioni "rivoltanti". Maimonide afferma che la fede nella resurrezione è una verità fondamentale dell'Ebraismo su cui non vi è disaccordo, e che non è lecito per un ebreo sostenere chiunque creda diversamente. Cita Daniele 12:2 e 12:13 come prove definitive della resurrezione fisica dei morti quando affermano "Molti di quelli che dormono nella polvere della terra si risveglieranno: gli uni alla vita eterna e gli altri alla vergogna e per l'infamia eterna" e "Tu, va' pure alla tua fine e riposa: ti alzerai per la tua sorte alla fine dei giorni".
Sebbene queste due posizioni possano essere viste come in contrasto (vita eterna non corporea, contro una resurrezione corporea), Maimonide le risolve con una soluzione unica – affermando che la resurrezione non è permanente o generale. A suo parere, Dio non viola mai le leggi della natura. Piuttosto, l'interazione divina avviene per mezzo degli angeli, che Maimonides spesso considera come metafore delle leggi della natura, i principi con cui opera l'universo fisico, o forme eterne platoniche. [Questo non è sempre il caso. In Hilchot Yesodei HaTorah, Capp. 2–4, Maimonide descrive gli angeli come veri esseri creati.] Quindi, se un evento straordinario si verifica, sebbene percepito come miracolo, non è una violazione dell'ordine del mondo.
Secondo questa visione, i morti che sono stati resuscitati alla fine devono morire di nuovo. Nella sua discussione dei 13 principi della fede, i primi cinque trattano della conoscenza di Dio, i successivi quattro trattano della profezia e della Torah, mentre gli ultimi quattro si occupano di ricompensa, punizione e la redenzione finale. Non discute qui di una resurrezione universale. Tutto ciò che dice è che qualsiasi tipo di resurrezione possa avvenire, si verificherà in un tempo indeterminato prima del Mondo a venire, che Maimonide afferma ripetutamente essere puramente spirituale.
Il Rambam scrive: "Ci sembra, sulla base di questi versi (Daniele 12:2,13), che coloro che ritorneranno in quei corpi mangeranno, berranno, si accoppieranno, genereranno e moriranno dopo una vita molto lunga, come le vite di coloro che vivranno nei giorni del Messia." Maimonide così dissocia la resurrezione dei morti sia dal Mondo a venire e dall'Era messianica.
In quel periodo, molti ebrei credevano che la resurrezione fisica fosse identica al Mondo a venire; quindi una negazione di resurrezione universale e permanente veniva considerata equivalente a negare le parole dei saggi talmudici. Tuttavia, invece di negare la resurrezione, o mantenere il dogma corrente, Maimonide postulava una terza via: che la resurrezione non aveva nulla a che fare con l'era messianica (qui, su questa Terra) o con Olam Haba in ebraico עולם הבא‎? (l'aldilà puramente spirituale). Piuttosto, il Rambam considerava la resurrezione come un miracolo predetto dal Libro di Daniele; così ad un certo punto nel tempo futuro ci si possono aspettare alcuni casi di resurrezione, verificatisi temporaneamente, e che non hanno nulla a che fare con la vita eterna finale dei giusti.

## Esoterismo ebraico
Maimonide, scrive lui stesso, spiega concetti profondi della tradizione esoterica ebraica in modo attraverso cui i più possano comprenderla.

### Il Giuramento di Maimonide
Il Giuramento di Maimonide è un documento che riguarda la vocazione medica e si recita come sostitutivo del Giuramento di Ippocrate. Il Giuramento non deve essere confuso con la più lunga Preghiera di Maimonide. Entrambi i documenti potrebbero non essere stati scritti da Maimonide, ma successivamente. La Preghiera è apparsa stampata per la prima volta nel 1793 e venne attribuita a Marcus Herz, medico tedesco e allievo di Immanuel Kant.

## Maimonide e i modernisti
Maimonide rimane uno dei pensatori ebrei più ampiamente dibattuti tra gli studiosi moderni. È stato adottato come simbolo ed eroe intellettuale di quasi tutti i principali movimenti dell'Ebraismo moderno, e si è dimostrato immensamente importante per filosofi come Leo Strauss; le sue opinioni sull'importanza dell'umiltà sono stati riprese da filosofi umanisti moderni, come ad esempio Peter Singer. Nel mondo accademico, specialmente all'interno dell'area di Studi Ebraici, l'insegnamento di Maimonide è stato dominato da studiosi generalmente ortodossi, che pongono un forte accento su Maimonide come razionalista. Il risultato di questo è che molti aspetti del pensiero di Maimonide, per esempio la sua opposizione all'antropocentrismo, sono stati ovviati. Esiste un certo movimento in ambienti postmoderni, per esempio all'interno del discorso ecoteologico, di rivendicare Maimonide per altri scopi. La riconciliazione maimonidea tra il filosofico e il tradizionale ha dato alla sua produzione intellettuale una qualità estremamente varia, duttile e dinamica.

## Tributi e memoriali

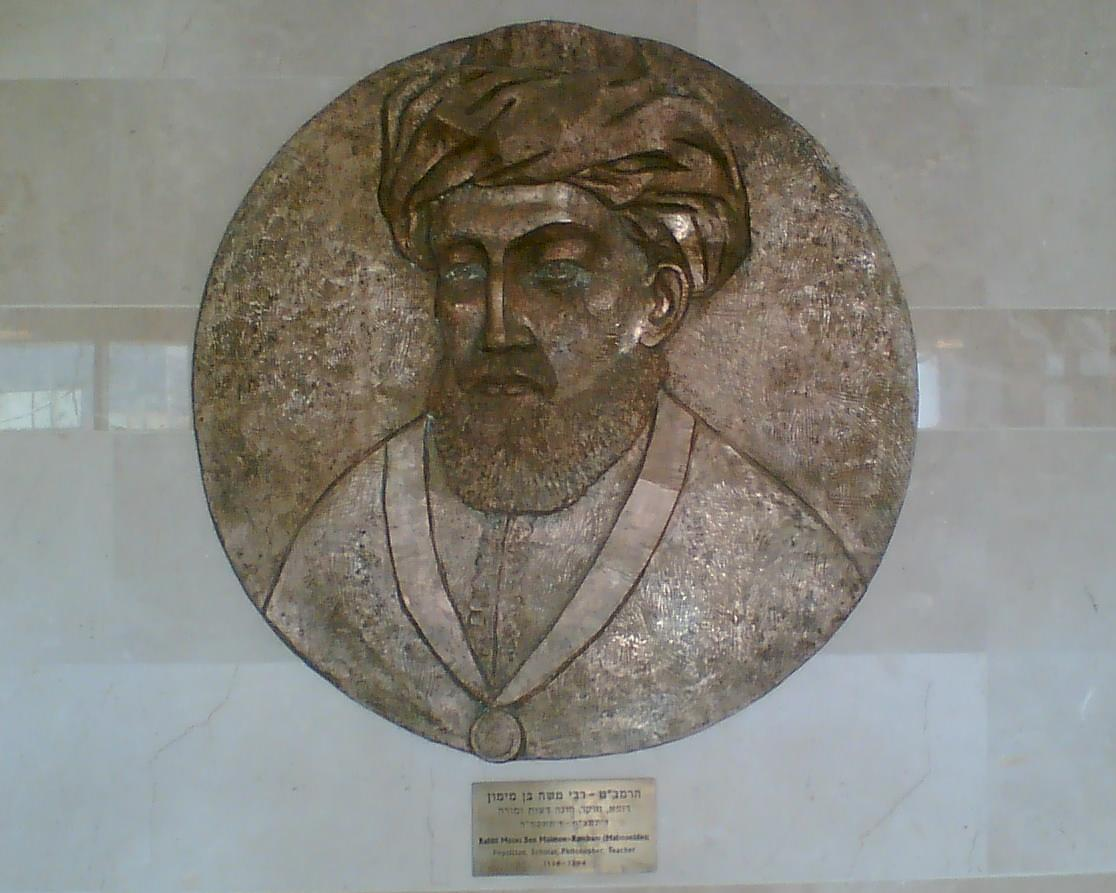
Targa di Maimonide al Rambam Medical Center, Haifa

Maimonide è stato immortalato in numerosi modi. Per esempio, una delle Comunità di Formazione presso la Scuola di Medicina della Tufts University (Boston) porta il suo nome. Esistono inoltre la "Scuola Maimonide" a Brookline (Massachusetts), l'Accademia Maimonide Brauser a Hollywood (Florida), ed il Centro Medico Maimonide a Brooklyn, New York. Nel 2004, si sono svolte conferenze a Yale, Florida International University, e all'Ospedale Rambam di Haifa. Per celebrare l'800º anniversario della sua morte, Harvard University ha pubblicato un volume commemorativo. Nel 1953, l'Autorità Postale Israeliana ha emesso un francobollo commemorativo con l'immagine di Maimonide (vedi fig.). Nel marzo 2008, durante la Conferenza Euro-Mediterranea dei Ministri del Turismo, i Ministeri di Israele, Marocco e Spagna hanno deciso di collaborare in un progetto comune per illustrare i percorsi del Rambam e quindi incentivare il turismo religioso delle città di Cordova, Fès e Tiberiade.

## I 13 principi della fede
Nel suo Pirush Hamishnayot (trattato Sanhedrin, capitolo 10) Maimonide formula i suoi 13 principi della fede (ebraica) secondo questi punti:
1. Esistenza e Provvidenza di Dio, presente ovunque
2. Unità e unicità di Dio
3. Spiritualità ed incorporeità di Dio
4. Eternità di Dio
5. Adorazione riservata solo a Dio
6. Onniscienza di Dio che conosce anche i pensieri degli individui
7. Verità della Torah di Mosè e della sua profezia
8. Preminenza di Mosè tra i profeti
9. Legge di Dio data sul Monte Sinai e derivante dal Cielo
10. Immutabilità della Torah che non cambierà mai
11. Buona Ricompensa per gli Zaddiqim e punizione per i malvagi
12. Venuta del Messia
13. Resurrezione dei morti che torneranno alla vita

Questi principi dogmatici furono oggetto di controversia, suscitando subito critiche dai rabbini, culminanti in quelle di Hasdai Crescas di Barcellona (tardo XIV secolo), anch'egli razionalista ma anti-aristotelico, e dell'allievo di questi Joseph Albo, e furono ignorati dalla maggior parte delle comunità ebraiche per diversi secoli. ("Dogma in Medieval Jewish Thought," Menachem Kellner). Con il tempo, invece, divennero ampiamente condivisi, tanto che due esposizioni poetiche dei 13 principi (Ani Ma'amin e Yigdal) sono entrate nel canone del "siddur" (il libro di preghiere comunitarie dell'ebraismo).

## Le 14 "radici" delle mitzvòt
Nel suo Sefer Hamitzvot Maimonide elenca le 613 mitzvòt contenute nella Torah (Pentateuco) e afferma che la sua selezione è stata guidata dai seguenti 14 shorashim (radici o principi):
1. Non si contano i comandamenti di origine rabbinica (dalla legge orale), come accendere candele ad Hanukkah e leggere il libro di Ester a Purim.
2. Non si contano i comandamenti derivati usando le 13 regole ermeneutiche (Regole di Rabbi Yishmael), come la reverenza per gli esperti della Torah, derivabile da Deuteronomio 10:20.
3. Non si contano i comandamenti che non sono storicamente permanenti, come la proibizione in Numeri 8:25.
4. Non si contano i comandamenti che comprendono tutta la Torah, come il comando in Esodo 23:13.
5. Non si conta come comandamento distinto la ragione di un comandamento, come in Deuteronomio 24:4.
6. In comandamenti con componenti sia positive sia negative, la positiva conta come precetto positivo, mentre la negativa conta come precetto negativo, come l'obbligo di riposare di sabato e il divieto di lavorare in quel giorno.
7. Non si contano i dettagli di un comandamento, che ne definiscono le modalità applicative, come nell'ordine ai peccatori di offrire un animale in espiazione (Levitico 5).
8. La negazione (fattuale) di un obbligo non si conta come divieto, in apparenza ovvio ma chiarisce un rischio di ambiguità linguistica in ebraico.
9. Si conta una sola volta lo stesso obbligo o divieto, anche se ripetuto più volte, perché contano i concetti e non le affermazioni, come per il divieto di bere sangue che si trova in sette versetti (Levitico 3:17, 7:26 e altrove).
10. Non si contano separatamente i preparativi introduttivi all'esecuzione di un comandamento, come in Levitico 24:5-7.
11. Non si contano separatamente le parti di un comandamento se la loro combinazione è necessaria per quel comandamento, come le quattro specie vegetali per Sukkot.
12. Non si contano separatamente le attività necessarie a compiere il comandamento, come nel processo di sacrificare un animale in olocausto.
13. Si conta una volta sola un comandamento eseguito in più giorni, come le offerte animali nei sette giorni di Sukkot.
14. Si conta come un obbligo ciascuna forma di punizione, come la pena di morte per lapidazione ordinate per il blasfemo (Levitico 24:16), l'adoratore di Moloch (20:2) e altri peccatori, che conta una volta sola.

Grazie alla sua alta autorità, il numero di 613, indicante l'insieme delle 'mitzvòt' presenti nella Torah, ha fatto scuola, ed è ancora oggi accettato dalla quasi totalità delle scuole rabbiniche del mondo. Esso, comunque, non è vincolante, e c'è ancora chi propone numeri diversi.

## Fortuna
Già da vivo, Maimonide venne accusato di aver eccessivamente razionalizzato lo studio della Torà. Da morto, poi, le polemiche divamparono.
Nel mondo ebraico, il trattato maimonideo divenne il principale punto di riferimento dell'aristotelismo, non solo in Spagna ma anche in Provenza e in Italia, e come tale fu fatto oggetto di parecchi commenti. La lettura della Guida dei Perplessi come testo di esegesi filosofica della Bibbia, invece, appare già in una raccolta di discorsi sul Pentateuco (1236? 1250?) di Ya'aqov Anatoli, un filosofo e scienziato ebreo di origine provenzale attivo a Napoli alla corte di Federico II.
Nel XIII secolo, grazie a celebri difensori come il rabbino Hillel ben Samuel da Verona (soprattutto con le sue opere del periodo forlivese, alla fine del secolo), e dopo che si fu giunti perfino a scomunicare gli antimaimonidei, si riuscì a far cessare la frattura all'interno del pensiero ebraico. Maimonide diventò così un punto di riferimento imprescindibile della cultura ebraica.
La storia della filosofia medievale attesta che la Guida dei perplessi ebbe attenzione ed influenza non solo in ambito ebraico ma anche cristiano e islamico.

Quanto al mondo cristiano, le tre versioni latine medioevali della Guida dei Perplessi sarebbero state realizzate assai presto, rispettivamente a Roma nel 1224, in Francia intorno al 1242 e a Parigi nel 1242-1244. La diffusione del pensiero di Maimonide è legata anche al progetto culturale pro-aristotelico dell'imperatore Federico II, dove pure si ebbe una traduzione in latino (Dux neutrorum). Nel XIII secolo sono variamente debitori a Maimonide grandi Scolastici come Alberto Magno, Tommaso d'Aquino e Duns Scoto; dopo il 1300 l'opera continuerà a influenzare vari rappresentanti della Scolastica, soprattutto Meister Eckhart.

Mentre in Europa si interpretava l'opera alla luce di Aristotele e di Averroè, nei paesi islamici essa veniva interpretata in chiave neoplatonica, sulla scorta di Avicenna e di al-Ghazali, come mediazione tra la filosofia e la tradizione religiosa ebraica

## La "Mimmuna"

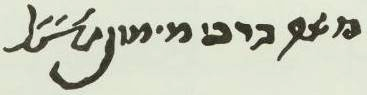
Firma di Maimonide

I Sefarditi, soprattutto in Marocco, si riuniscono al termine della Pesach per festeggiare la Mimmuna: felice e completata conclusione della festività con deliziose prelibatezze alimentari, secondo alcuni appunto anche in onore del grande Maestro.

## Traduzioni in italiano
- La guida dei perplessi, a cura di Mauro Zonta, Torino, Utet, 2002
- Il libro dei precetti, a cura di Menachem Emanuele Artom, Roma-Assisi, Carucci 1980 (traduzione completa)
- Le 613 mitzvòt - estratto dal sèfer haMitzvòt, Milano, Moise Levy, 2007 ISBN 88-87385-12-2
- Gli otto capitoli. La dottrina etica, Firenze, Giuntina, 2001
- Ritorno a Dio. Norme sulla Teshuvà, Firenze, Giuntina, 2004

## Galleria d'immagini

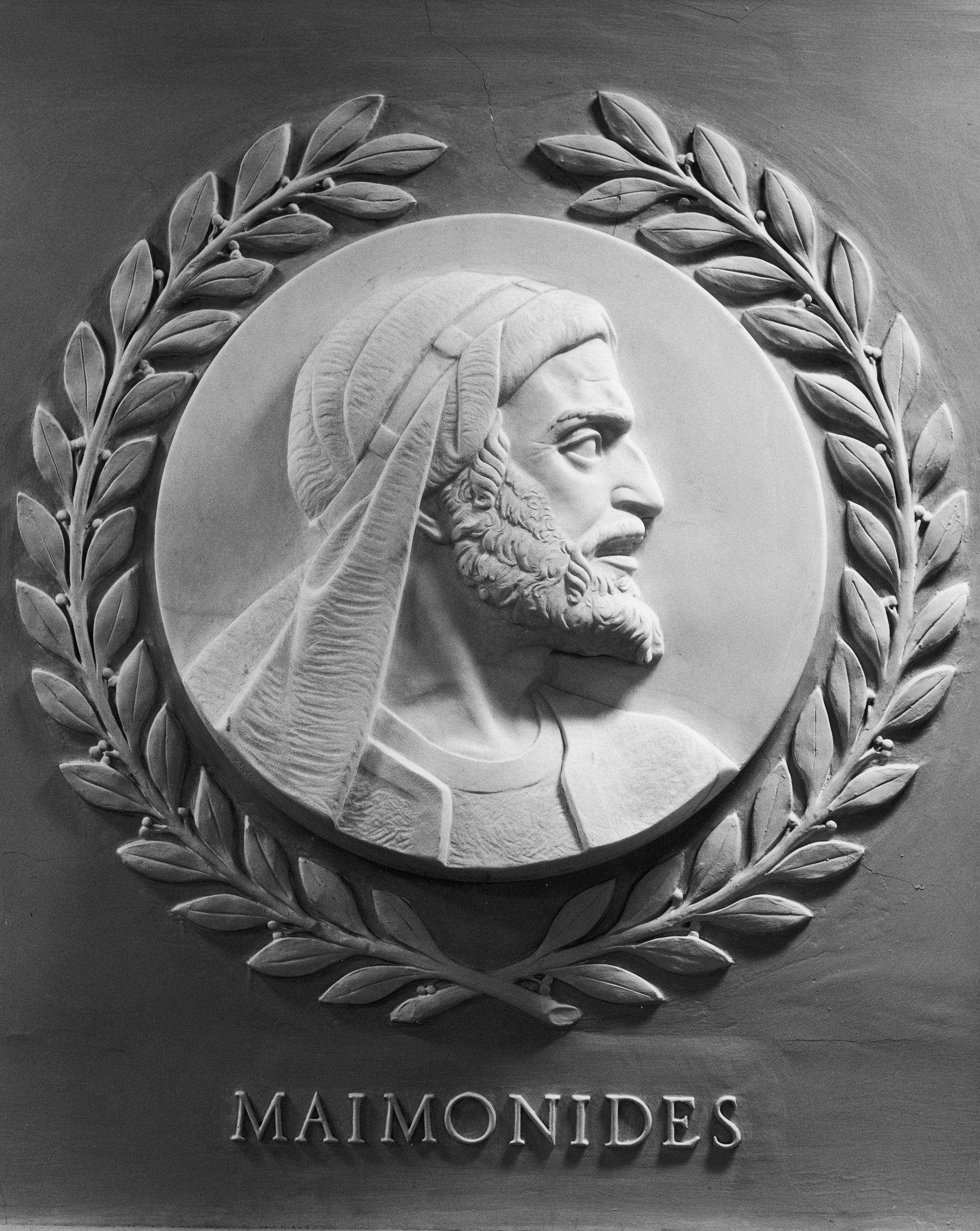
Bassorilievo marmoreo con effigie di Maimonide, di Brenda Putnam (1950)
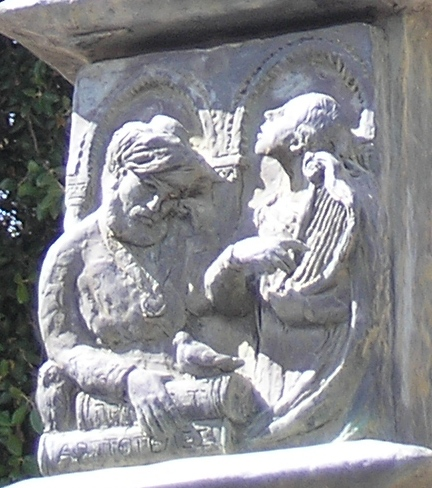
Bassorilievo di Maimonide al Knesset, Israele
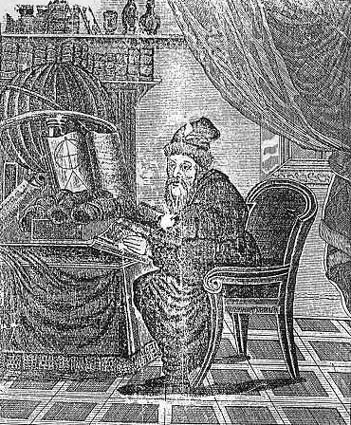
Antica immagine di Maimonide, Biblioteca Nazionale di Gerusalemme
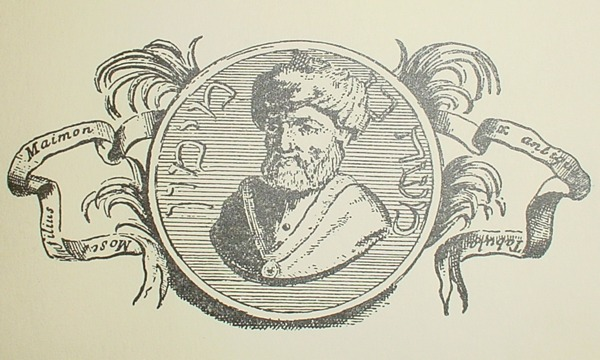
Ritratto di Maimonide sull'Antologia Latina dell'Ebraismo, di Blasio Ugolini (Venezia, 1744 ca.)
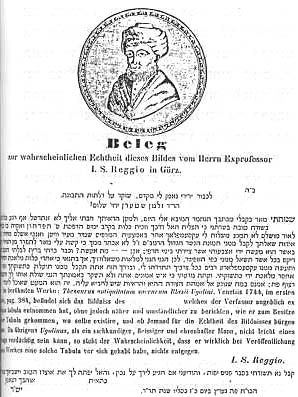
Ritratto di Maimonide, copiato da I.S. Reggio da un libro di B. Ugolini (Venezia, 1744 ca.)
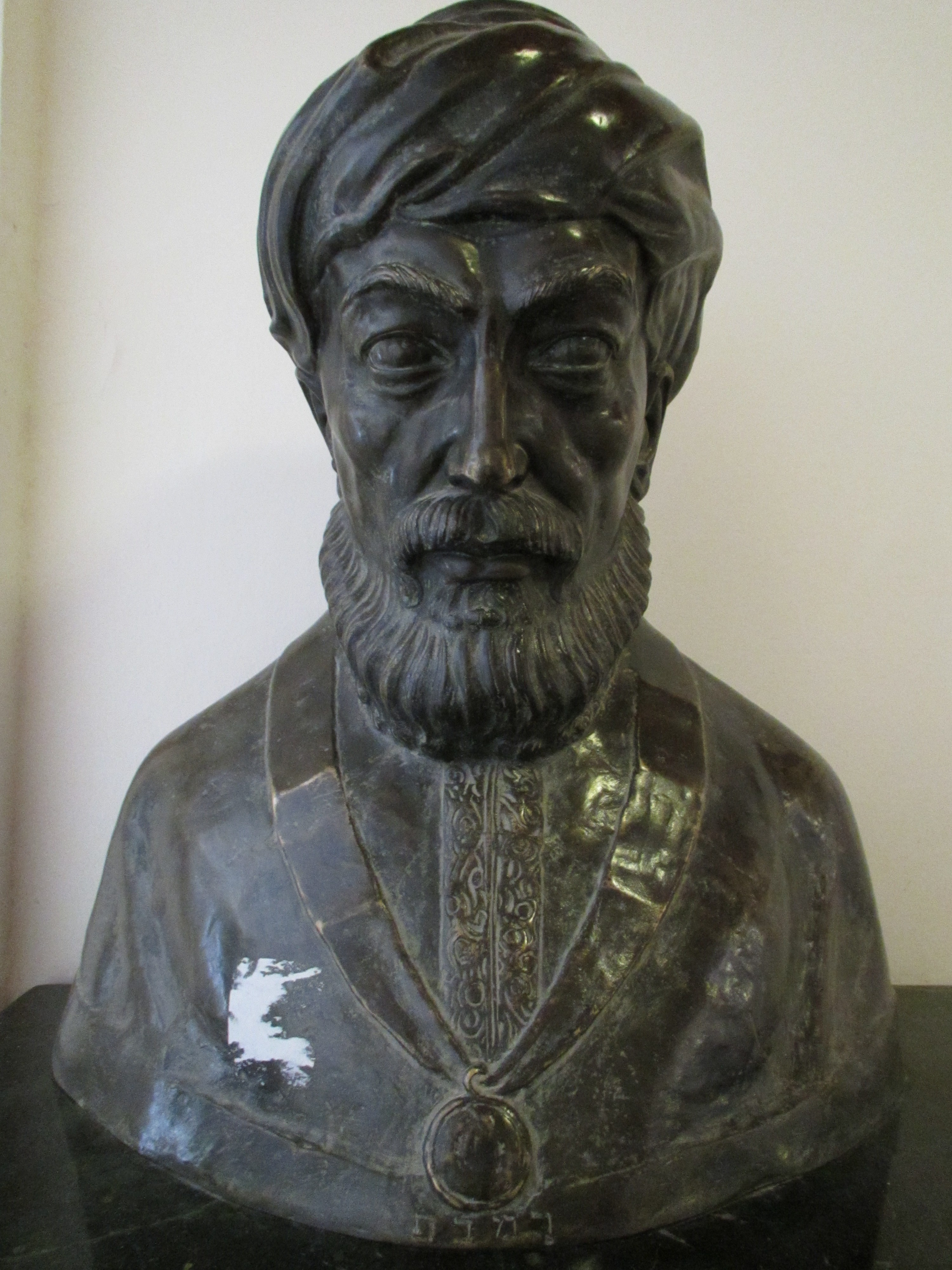
Busto di Maimonide, di Abraham Ostrzega (1925)
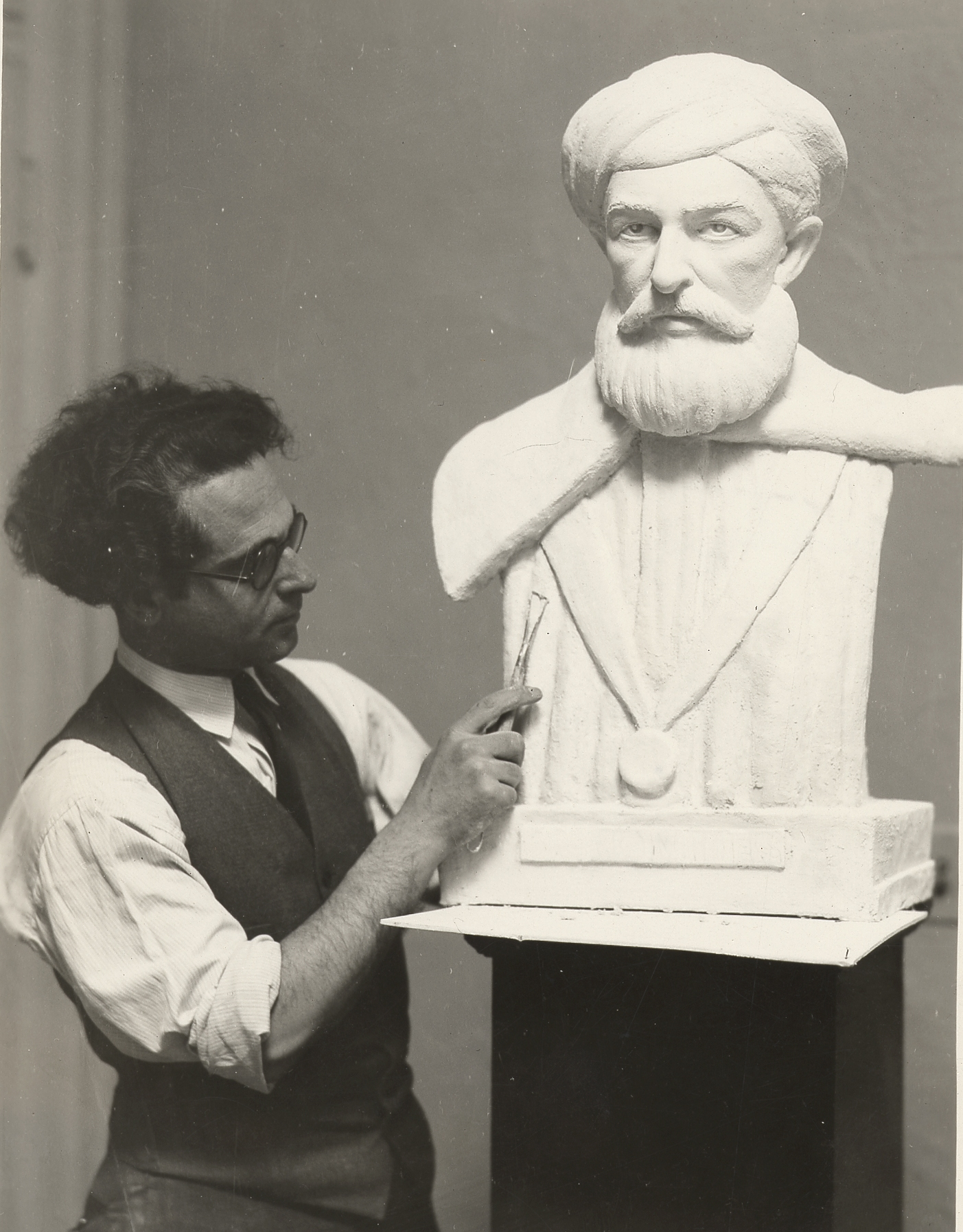
Preparazione del busto di Maimonide, di Joseph Hovell (1934)
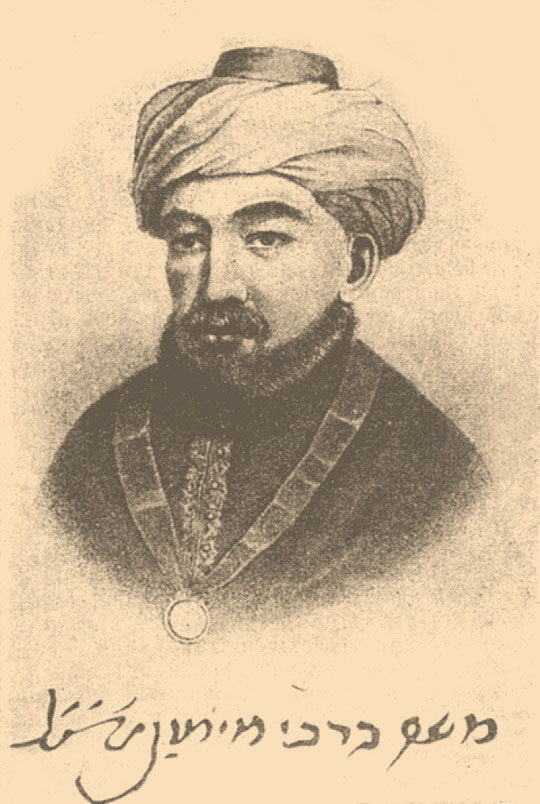
Illustrazione e firma di Maimonide sulla Brockhaus and Efron Jewish Encyclopedia (1906—1913)